# Anti-humanismo
Na teoria social e na filosofia, o anti-humanismo é uma teoria que critica o humanismo tradicional, as ideias tradicionais sobre a humanidade e a condição humana. Central para o anti-humanismo é a visão de que a antropologia filosófica e seus conceitos de natureza humana, homem ou humanidade devem ser rejeitados como historicamente relativos, ideológicos ou metafísicos.

## Origens

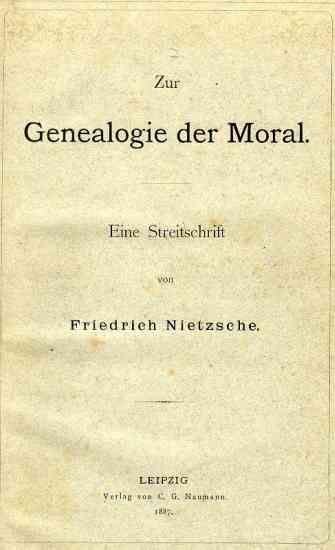
A Genealogia da Moral, Nietzsche

No final dos séculos XVIII e XIX, a filosofia do humanismo foi uma pedra angular do Iluminismo. A história humana foi vista como produto do pensamento e da ação humana, a ser compreendida através das categorias de consciência, agência, escolha, responsabilidade, valores morais. Os seres humanos eram vistos como possuidores de características essenciais comuns. Da crença num núcleo moral universal da humanidade, decorreu que todas as pessoas eram inerentemente livres e iguais. Para humanistas liberais como Immanuel Kant, a lei universal da razão era um guia para a emancipação total de qualquer tipo de tirania.
A crítica ao humanismo como excessivamente idealista começou no século XIX. Para Friedrich Nietzsche, o humanismo nada mais era do que uma figura de linguagem vazia — uma versão secular do teísmo. Max Stirner expressou uma posição semelhante em seu livro O Único e a Sua Propriedade, publicado várias décadas antes do trabalho de Nietzsche. Nietzsche argumenta em A Genealogia da Moral que os direitos humanos existem como um meio para os fracos restringirem os fortes; como tais, não facilitam a emancipação da vida, mas antes a negam.
O jovem Marx é por vezes considerado um humanista, pois rejeitou a ideia dos direitos humanos como um sintoma da própria desumanização a que pretendiam opor-se. Dado que o capitalismo força os indivíduos a comportarem-se de uma forma egoísta, eles estão em constante conflito uns com os outros e, portanto, necessitam de direitos para se protegerem. A verdadeira emancipação, afirmou ele, só poderia ocorrer através do estabelecimento do comunismo, que abole a propriedade privada. De acordo com muitos anti-humanistas, como Louis Althusser, o Marx maduro vê a ideia de humanidade como uma abstração irreal que mascara conflitos entre classes antagônicas; uma vez que os direitos humanos são abstratos, a justiça e a igualdade que protegem também são abstratas, permitindo desigualdades extremas na realidade.
No século XX, a visão dos humanos como racionalmente autônomos foi desafiada por Sigmund Freud, que acreditava que os humanos eram em grande parte movidos por desejos irracionais inconscientes.
Martin Heidegger via o humanismo como uma filosofia metafísica que atribui à humanidade uma essência universal e a privilegia acima de todas as outras formas de existência. Para Heidegger, o humanismo toma a consciência como paradigma da filosofia, conduzindo-a a um subjetivismo e a um idealismo que deve ser evitado. Como Hegel antes dele, Heidegger rejeitou a noção kantiana de autonomia, apontando que os humanos eram seres sociais e históricos, bem como rejeitou a noção de Kant de uma consciência constituinte. Na filosofia de Heidegger, o Ser (Sein) e o Ser humano (Dasein) são uma unidade primária. Dualismos de sujeito e objeto, consciência e ser, humanidade e natureza são derivações inautênticas disso. Na Carta sobre o Humanismo (1947), Heidegger distancia-se tanto do humanismo quanto do existencialismo. Ele argumenta que o existencialismo não supera a metafísica, pois apenas inverte o princípio metafísico básico de que a essência precede a existência. Estas categorias metafísicas devem, em vez disso, ser desmanteladas.

## Positivismo e cientificismo
O positivismo é uma filosofia da ciência baseada na visão de que, tanto nas ciências sociais quanto nas naturais, as informações derivadas da experiência sensorial e os tratamentos lógicos e matemáticos de tais dados são, juntos, a fonte exclusiva de todo conhecimento oficial. O positivismo pressupõe que só existe conhecimento válido (verdade) no conhecimento científico. A obtenção e verificação de dados que podem ser recebidos dos sentidos é conhecida como evidência empírica. Esta visão sustenta que a sociedade opera de acordo com leis gerais que ditam a existência e a interação de objetos ontologicamente reais no mundo físico. Tentativas introspectivas e intuitivas de adquirir conhecimento são rejeitadas. Embora a abordagem positivista tenha sido um tema recorrente na história do pensamento ocidental, o conceito foi desenvolvido no sentido moderno no início do século XIX pelo filósofo e sociólogo fundador Auguste Comte. Comte argumentou que a sociedade funciona de acordo com as suas próprias leis quase absolutas, tal como o mundo físico funciona de acordo com a gravidade e outras leis absolutas da natureza.

O pensador humanista Tzvetan Todorov identificou na modernidade uma tendência de pensamento que enfatiza a ciência e dentro dela tende a uma visão determinística do mundo. Ele identifica claramente o teórico positivista Auguste Comte como um importante defensor desta visão. Todorov comenta: 
o cientificismo não elimina a vontade, mas decide que, como os resultados da ciência são válidos para todos, esta vontade deve ser algo partilhado e não individual. Na prática, o indivíduo deve submeter-se à coletividade, que sabe melhor do que ele. A autonomia da vontade é mantida, mas é a vontade do grupo, não da pessoa.
 O cientificismo floresceu em dois contextos políticos muito diferentes, a primeira variante do cientificismo foi posta em prática pelos regimes totalitários. Uma crítica semelhante pode ser encontrada no trabalho associado à Escola de Frankfurt de pesquisa social. O antipositivismo seria ainda mais facilitado pelas rejeições do cientificismo; ou da ciência como ideologia. Jürgen Habermas argumenta, em seu Sobre a Lógica das Ciências Sociais (1967): 
a tese positivista da ciência unificada, que assimila todas as ciências a um modelo científico-natural, falha devido à íntima relação entre as ciências sociais e a história, e ao fato de que elas são baseadas em uma situação específica compreensão do significado que só pode ser explicada hermeneuticamente. o acesso a uma realidade simbolicamente pré-estruturada não pode ser obtido apenas pela observação.

## Estruturalismo
O estruturalismo foi desenvolvido na Paris do pós-guerra como resposta à contradição percebida entre o sujeito livre da filosofia e o sujeito determinado das ciências humanas. Baseou-se na linguística sistemática de Ferdinand de Saussure para uma visão da língua e da cultura como um sistema convencional de signos que precede a entrada do sujeito individual neles. No estudo da linguística, os estruturalistas viam uma objetividade e uma cientificidade que contrastavam com a ênfase humanista na criatividade, na liberdade e no propósito.
Saussure sustentava que as unidades individuais de significação linguística — os signos — só gozam da sua individualidade e do seu poder de significar em virtude dos seus contrastes ou oposições com outras unidades do mesmo sistema simbólico. Para Saussure, o signo é uma misteriosa unificação de um som e de um pensamento. Nada liga os dois: cada som e pensamento são, em princípio, trocáveis por outros sons ou conceitos. Um signo só é significativo como resultado do sistema total em que funciona. Comunicar-se por meio de formas particulares de fala e ação (parole) é, por si só, pressupor um conjunto geral de regras (langue). A parte concreta do comportamento e o sistema que lhe permite significar algo implicam-se mutuamente. O próprio ato de identificar o que dizem já implica estruturas. Os signos não estão, portanto, a serviço de um sujeito; eles não pré-existem às relações de diferença entre eles. Não podemos procurar uma saída deste sistema puramente relacional. O indivíduo está sempre subordinado ao código. O estudo linguístico deve abstrair-se dos aspectos subjetivos físicos, fisiológicos e psicológicos da linguagem para se concentrar na langue como um todo autocontido.
O antropólogo estruturalista Claude Lévi-Strauss proclamou que o objetivo das ciências humanas “não era constituir, mas dissolver o homem”. Ele sistematizou uma análise estruturalista da cultura que incorporou ideias e métodos do modelo de linguagem de Saussure como um sistema de significantes e significados. Seu trabalho empregou termos técnicos saussureanos como langue e parole, bem como a distinção entre análise sincrônica (abstraindo um sistema como se fosse atemporal) e análise diacrônica (onde a duração temporal é levada em consideração). Ele prestou pouca atenção ao indivíduo e, em vez disso, concentrou-se nos sistemas de signos tal como funcionavam nas sociedades primitivas. Para Lévi-Strauss, a escolha cultural foi sempre pré-restringida por uma convenção significativa. Tudo na experiência era matéria para códigos de comunicação. A estrutura deste sistema não foi concebida por ninguém e não estava presente nas mentes dos seus utilizadores, mas mesmo assim poderia ser discernida por um observador científico.
A obra semiótica de Roland Barthes (1977) denunciou o culto ao autor e proclamou mesmo a sua morte.
A reformulação da psicanálise de Jacques Lacan com base na linguística levou inevitavelmente a uma diminuição semelhante do conceito de indivíduo autônomo: 
o homem com um discurso sobre a liberdade que certamente deve ser chamado de delirante (...) produzido como é por um animal à mercê da linguagem.
 De acordo com Lacan, um indivíduo não nasce humano, mas só se torna humano através da incorporação a uma ordem cultural que Lacan chama de Ordem Simbólica. O acesso a esta ordem ocorre através de um estágio de espelho, onde a criança se modela a partir do seu próprio reflexo no espelho. A linguagem nos permite impor ordem aos nossos desejos neste estágio imaginário de desenvolvimento. O inconsciente, que existe antes desta Ordem Simbólica, deve submeter-se à Lei Simbólica. Como o inconsciente só é acessível ao psicanalista por meio da linguagem, o máximo que ele pode fazer é decodificar as afirmações conscientes do paciente. Essa decodificação só pode ocorrer dentro de uma cadeia significativa; o significado do discurso inconsciente permanece inatingível. Reside numa dimensão pré-significada inacessível à linguagem que Lacan chama de O Real. Daí resulta que é impossível expressar a subjetividade. O discurso consciente é o efeito de um significado além do alcance de um sujeito falante. O ego é uma ficção que cobre uma série de efeitos alcançados independentemente da própria mente.
Assumindo a liderança do duplo ataque de Brecht ao humanismo burguês e socialista, o marxista estrutural Louis Althusser usou o termo anti-humanismo num ataque contra os humanistas marxistas, cuja posição ele considerava um movimento revisionista. Ele acreditava que o humanismo era uma filosofia individualista burguesa que postula uma essência humana através da qual existe potencial para autenticidade e propósito humano comum. Esta essência não existe: é uma estrutura formal de pensamento cujo conteúdo é determinado pelos interesses dominantes de cada época histórica. O humanismo socialista é igualmente um fenómeno ético e, portanto, ideológico. Uma vez que o seu argumento assenta numa base moral e ética, reflete a realidade da exploração e da discriminação que lhe dá origem, mas nunca compreende verdadeiramente esta realidade no pensamento. A teoria marxista deve ir além disto para uma análise científica que direcione para forças subjacentes, como as relações económicas e as instituições sociais.
Althusser considerava que a estrutura e as relações sociais tinham primazia sobre a consciência individual, opondo-se à filosofia do sujeito. Para Althusser, os indivíduos não são constitutivos do processo social, mas sim os seus suportes ou efeitos. A sociedade constrói o indivíduo à sua própria imagem através das suas ideologias: as crenças, desejos, preferências e julgamentos do indivíduo humano são efeitos das práticas sociais. Onde humanistas marxistas como György Lukács acreditavam que a revolução dependia do desenvolvimento da consciência de classe de um sujeito histórico — o proletariado — o anti-humanismo de Althusser eliminou o papel da agência humana; a história foi um processo sem sujeito.

## Pós-estruturalismo

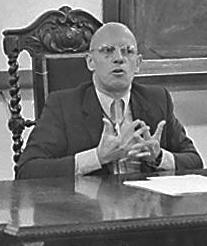
Michel Foucault

O pós-estruturalista Jacques Derrida continuou o foco do estruturalismo na linguagem como chave para a compreensão de todos os aspectos do ser individual e social, bem como na sua problematização do sujeito humano, mas rejeitou o seu compromisso com a objetividade científica. Derrida argumentou que se os signos da linguagem só são significativos em virtude das suas relações de diferença com todos os outros signos no mesmo sistema, então o significado baseia-se puramente no jogo das diferenças e nunca está verdadeiramente presente. Ele afirmou que a natureza fundamentalmente ambígua da linguagem torna a intenção humana incognoscível, atacou o perfeccionismo iluminista e condenou como fútil a busca existencialista pela autenticidade face à rede abrangente de signos. O próprio mundo é texto; uma referência a um significado puro anterior à linguagem não pode ser expressa nela. Como sublinhou: 
o sujeito não é uma substância ou identidade metalinguística, um puro cogito de autopresença; está sempre inscrito na linguagem.
Michel Foucault desafiou os aspectos fundamentais do humanismo iluminista. Ele rejeitou categorias absolutas de epistemologia (verdade ou certeza) e antropologia filosófica (sujeito, influência, tradição, consciência de classe), de uma maneira não muito diferente da rejeição anterior de Nietzsche das categorias de razão, moralidade, espírito, ego, motivação como substitutos filosóficos para Deus. Foucault argumentou que os valores modernos ou produziram resultados contra-emancipatórios diretamente, ou combinaram o aumento da liberdade com o aumento da normatização disciplinar. O seu ceticismo anti-humanista estendeu-se às tentativas de fundamentar a teoria no sentimento humano, tanto quanto na razão humana, sustentando que ambos eram construções historicamente contingentes, em vez dos universais que o humanismo sustentava. Em A Arqueologia do Saber, Foucault descartou a história como antropologia humanista. A metodologia de seu trabalho centrou-se não na realidade que está por trás das categorias insanidade, criminalidade, delinquência e sexualidade, mas em como essas ideias foram construídas pelos discursos.

## Exemplos culturais
A heroína do romance de David Lodge, Nice Work começa por se definir como uma materialista semiótica, “uma posição de sujeito numa teia infinita de discursos — os discursos de poder, sexo, família, ciência, religião, poesia, etc”. Acusada de assumir uma visão desoladora e determinista, ela retruca: “anti-humanista, sim; desumana, não... o sujeito verdadeiramente determinado é aquele que não tem consciência das formações discursivas que o determinam”. Contudo, com maior experiência de vida, ela chega mais perto de aceitar que o pós-estruturalismo é um jogo filosófico intrigante, mas provavelmente sem sentido para aqueles que ainda nem sequer adquiriram consciência do próprio humanismo.

Na sua crítica às abordagens humanistas do cinema popular, Timothy Laurie sugere que nos novos filmes de animação da DreamWorks e da Pixar: 
o humano é agora capaz de se tornar um local de perturbação amoral, em vez de — ou pelo menos, além de — ser um modelo de comportamento exemplar para o público júnior.